# Louis Dupichot

a Compétitions nationales et continentales officielles uniquement.

Dernière mise à jour le 16 juin 2025.
Louis Dupichot, né le 23 septembre 1995 à Paris, est un joueur français de rugby à XV, jouant au poste d'ailier ou d'arrière. 

## Biographie

### Jeunesse et formation
Louis Dupichot commence le rugby à l'âge de 7 ans au PUC, avant de rejoindre le Rugby Club Vincennes, puis le Racing Métro 92 en 2011, en cadets, avec qui il remporte le championnat Crabos en 2014 et le championnat de France Espoirs en 2015,.
En parallèle, il est étudiant à l'université Paris 1.

### Débuts avec le Racing 92 (2015-2016)

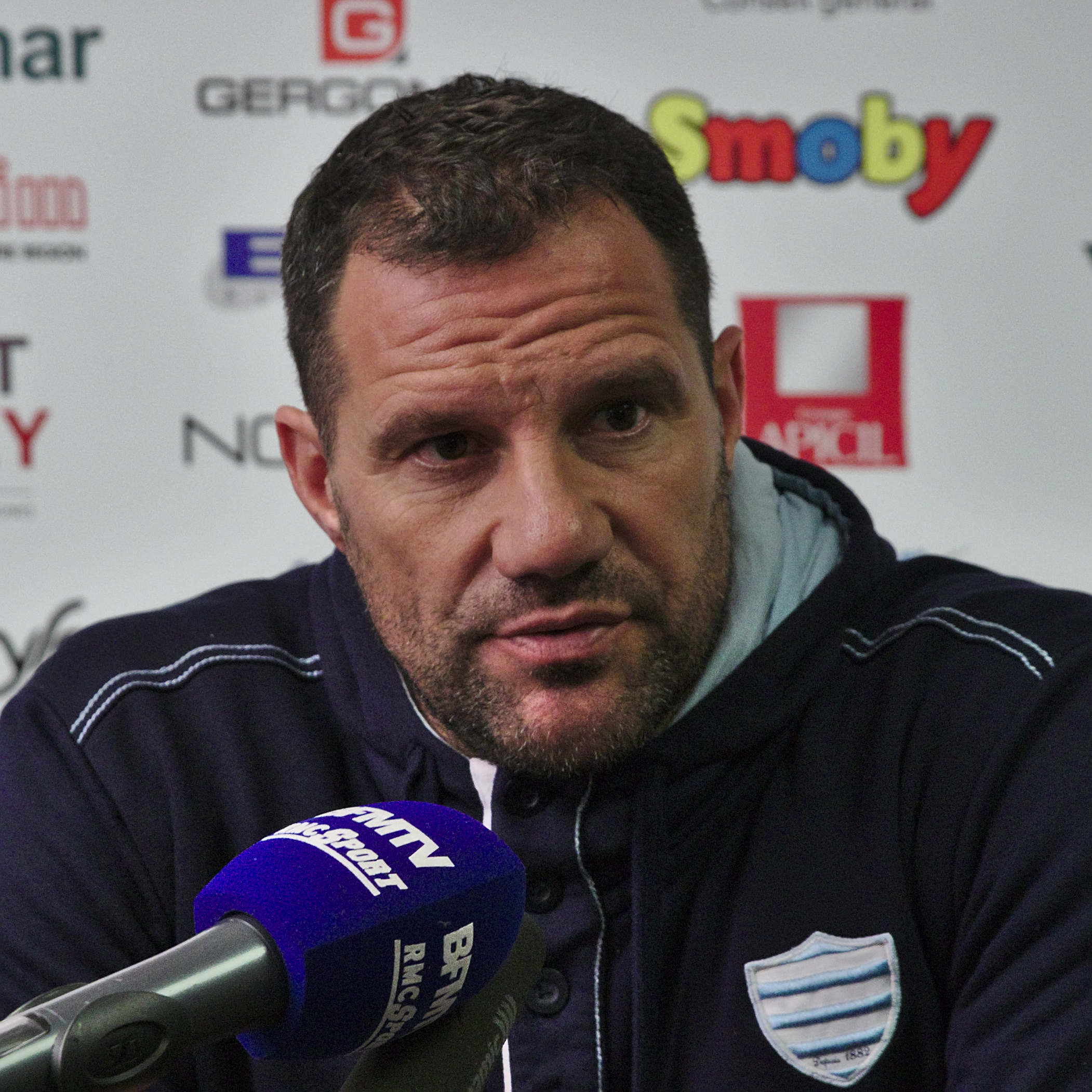
Laurent Labit, en 2015, entraîneur de Dupichot de 2015 à 2016, de 2017 à 2019.

Louis Dupichot dispute son premier match professionnel lors de la saison 2015-2016, le 16 octobre 2015, lors de la 5e journée de Top 14 face à l'US Oyonnax en tant que remplaçant. Lors de ce premier match, il inscrit son premier essai professionnel après avoir remplacé Johan Goosen à la 67e minute.
Lors de sa première saison, il dispute 7 matches de Top 14 et inscrit 2 essais. Il joue aussi 3 matches de European Rugby Champions Cup et inscrit 1 essai.
Il remporte le championnat de Top 14.
A l'issue de la saison 2015-2016 de Top 14, il signe un contrat de trois ans avec le Racing 92 avant d'être prêté pour la saison suivante à la Section paloise.

### Prêt à la Section paloise (2016-2017)
Louis Dupichot commence sa saison avec Pau dès la première journée face au Castres Olympique en tant que remplaçant. Il est titulaire dès la 2e journée face au RC Toulon. Il est titulaire lors de 15 matches sur 17 disputés en Top 14 durant la saison 2016-2017. Il inscrit également 3 essais en championnat. Il dispute également 3 matches de Challenge européen et y inscrit 1 essais.
En novembre 2016, il est sélectionné dans l'équipe des Barbarians français pour affronter une sélection australienne au stade Chaban-Delmas de Bordeaux. Les Baa-Baas parviennent à s'imposer 19 à 11 grâce à un essai de Raphaël Lakafia à la 77e minute.
En juin 2017, il est de nouveau convoqué pour jouer avec les Barbarians français qui affrontent l'équipe d'Afrique du Sud A les 16 et 23 juin en Afrique du Sud. Titulaire lors des deux rencontres, il inscrit un essai lors de la seconde mais les Baa-baas s'inclinent 36 à 28 à Durban puis 48 à 28 à Soweto.
Après de très bonnes performances lors de son prêt à la Section paloise pour la saison 2016-2017, il retourne au Racing 92 à partir de la saison suivante et prolonge son contrat avec le club jusqu'en 2019.

### Retour et confirmation au Racing 92 (2017-2023)
Lors de la saison 2017-2018, il dispute 21 matches de Top 14 et inscrit 4 essais. Il joue aussi 7 matches de Coupe d'Europe et il est titulaire lors de la finale perdue face au Leinster rugby (12 à 15).
En novembre 2017, il est une nouvelle fois sélectionné avec les Barbarians français pour affronter les Māori All Blacks au Stade Chaban-Delmas de Bordeaux. Les Baa-Baas parviennent à s'imposer 19 à 15.
Lors de la saison 2018-2019, il dispute 18 matches de Top 14. Il inscrit 8 essais en championnat dont 2 face au SU Agen et 3 face à l'USA Perpignan. Il dispute également 2 matches de Coupe d'Europe.
Lors de la saison 2019-2020, il dispute 12 matches de Top 14, inscrivant 4 essais et 2 matches de Coupe d'Europe jusqu'en mars 2020 avant l'arrêt de la saison en raison de la pandémie de Covid-19. En mars 2020, il prolonge son contrat pour 3 saisons supplémentaires jusqu'en juin 2023. En septembre 2020, il participe au quart de finale de la Coupe d'Europe 2019-2020 en tant que titulaire face à l'ASM Clermont et inscrit un essai dès la 2e minute (victoire 36 à 27). Le 17 octobre 2020, il participe à sa deuxième finale de Coupe d'Europe en tant que titulaire face au Exeter Chiefs avec une nouvelle défaite (27 à 31). En mars 2020, il prolonge son contrat jusqu'en juin 2023.
Durant l'été 2020, il participe à l'In Extenso Supersevens avec le Racing 92 et il remporte la finale face à la Section paloise sevens. Au cours de la saison 2020-2021, il dispute 13 matches de championnat et inscrit 3 essais. Il est titulaire lors de la demi-finale de Top 14 perdue face au Stade rochelais. Il dispute également 2 matches de Coupe d'Europe 
Durant l'été 2021, il participe une nouvelle fois au Supersevens avec le Racing 92. Durant la saison 2021-2022, il dispute seulement 10 matches de Top 14 et 3 matches de Coupe d'Europe. Il inscrit aucun essai lors de cette saison.
Durant la saison 2022-2023, il ne dispute que 8 matchs de Top 14 et inscrit deux essais. Il dispute également deux matchs de Champions Cup. Eliminé de la Champions Cup, il dispute le huitième de finale de Challenge européen perdu face aux Lions (28 à 51) en tant que titulaire. À l'issue de la saison, en fin de contrat, il n'est pas conservé par le club francilien.

### Départ à Perpignan (2023-)
Non conservé par le Racing 92, Louis Dupichot s'engage alors avec Perpignan pour deux saisons, qui souhaitait recruter un joueur polyvalent pour jouer sur les lignes arrières. Il dispute son premier match sous ses nouvelles couleurs en tant que titulaire lors de la première journée au Stade Aimé-Giral avec une défaite 7 à 29 face au Stade Français Paris.

## Statistiques
| Saison                     | Club                       | Championnat | Championnat | Championnat | Coupe d'Europe     | Coupe d'Europe | Coupe d'Europe |
| Saison                     | Club                       | Compétition | M           | Ess.        | Compétition        | M              | Ess.           |
| -------------------------- | -------------------------- | ----------- | ----------- | ----------- | ------------------ | -------------- | -------------- |
| 2015-2016                  | Racing 92                  | Top 14      | 7           | 2           | Coupe d'Europe     | 3              | 1              |
| Sous-total Racing 92       | Sous-total Racing 92       | Top 14      | 7           | 2           | Coupe d'Europe     | 3              | 1              |
| 2016-2017                  | Section paloise            | Top 14      | 17          | 3           | Challenge européen | 3              | 1              |
| Sous-total Section paloise | Sous-total Section paloise | Top 14      | 17          | 3           | Challenge européen | 3              | 1              |
| 2017-2018                  | Racing 92                  | Top 14      | 21          | 4           | Coupe d'Europe     | 7              | 2              |
| 2018-2019                  | Racing 92                  | Top 14      | 18          | 8           | Coupe d'Europe     | 2              | 0              |
| 2019-2020                  | Racing 92                  | Top 14      | 12          | 4           | Coupe d'Europe     | 4              | 3              |
| 2020-2021                  | Racing 92                  | Top 14      | 13          | 3           | Coupe d'Europe     | 2              | 0              |
| 2021-2022                  | Racing 92                  | Top 14      | 10          | 0           | Coupe d'Europe     | 3              | 0              |
| 2022-2023                  | Racing 92                  | Top 14      | 8           | 2           | Coupe d'Europe     | 2              | 0              |
| 2022-2023                  | Racing 92                  | Top 14      | 8           | 2           | Challenge européen | 1              | 0              |
| Sous-total Racing 92       | Sous-total Racing 92       | Top 14      | 82          | 21          | Coupe d'Europe     | 20             | 5              |
| Sous-total Racing 92       | Sous-total Racing 92       | Top 14      | 82          | 21          | Challenge européen | 1              | 0              |
| 2023-2024                  | USA Perpignan              | Top 14      | 10          | 1           | Challenge Cup      | 4              | 1              |
| Sous-total USA Perpignan   | Sous-total USA Perpignan   | Top 14      | 10          | 1           | Challenge Cup      | 4              | 1              |
| Total                      | Total                      | Top 14      | 116         | 27          | Coupe d'Europe     | 23             | 6              |
| Total                      | Total                      | Top 14      | 116         | 27          | Challenge Cup      | 7              | 2              |

## Palmarès
- Racing 92
  - Vainqueur du Championnat de France Crabos en 2014.
  - Vainqueur du Championnat de France espoirs en 2015.
  - Vainqueur du Championnat de France en 2016.
  - Finaliste de la Coupe d'Europe en 2018 et 2020.
  - Vainqueur du Supersevens en 2020.